# Bossey
 Bossey  es una población y comuna francesa, en la región de Auvernia-Ródano-Alpes, departamento de Alta Saboya, en el distrito de Saint-Julien-en-Genevois y cantón de Saint-Julien-en-Genevois.

## Demografía
| 387 | 419 | 525 | 450 | 486 | 545 |
| Para los censos de 1962 a 1999 la población legal corresponde a la población sin duplicidades (Fuente: INSEE [Consultar]) |     |     |     |     |     |

## Personalidades
El filósofo y teórico político Jean-Jacques Rousseau (1712-1778) vivió en la comuna entre 1722 y 1724.